# Fattah (misil)
Fattah (persa: موشک هایپرسونیک فتاح) es un misil hipersónico de alcance medio iraní desarrollado por los Cuerpos de la Guardia Revolucionaria Islámica y presentado en 2023. Es el primer misil hipersónico de la República Islámica. Según Irán, su alta maniobrabilidad y velocidad le permiten derrotar a todos los sistemas de defensa antimisiles.menos los israelíes y los de Estados Unidos. 
Su nombre, que significa "conquistador" o "portador de la victoria", "vencedor" en árabe, es en referencia a Al-Fattāḥ, fue seleccionado por el Líder Supremo de Irán.
Algunos misiles balísticos ya alcanzan velocidades hipersónicas, pero Fattah pertenece a una nueva clase de armamento que sólo poseen un número limitado de países.

## Descripción

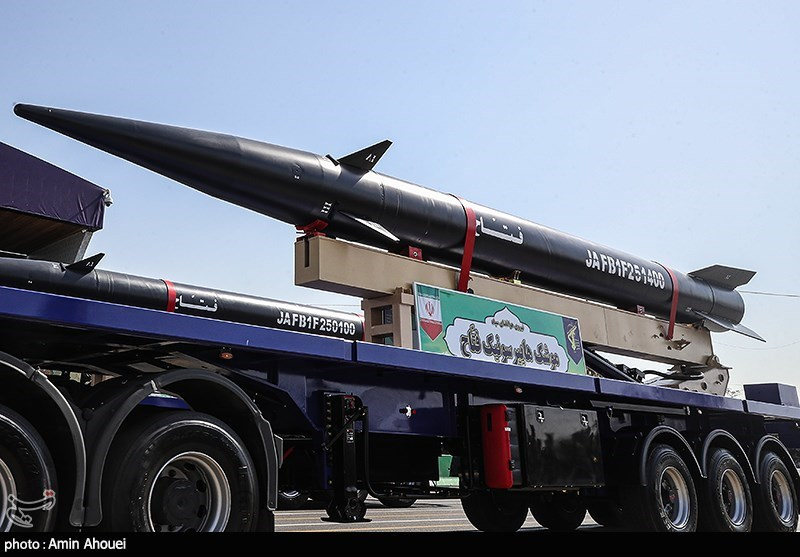
Un misil Fattah en un desfile militar iraní en 2023.

Fattah es un misil de combustible sólido de dos etapas guiado con precisión con un alcance de 1400 km y una velocidad terminal de Mach 13 a 15. Su ojiva tiene un motor esférico que funciona con combustible sólido con una boquilla móvil que permite a la ojiva aumentar su propia velocidad y moverse en todas direcciones.
Según Irán, puede maniobrar dentro y fuera de la atmósfera y es capaz de eludir las defensas antimisiles. También puede apuntar a sistemas de misiles antibalísticos para despejar el camino para otros misiles balísticos.

## Historia
El 10 de noviembre de 2022, durante el 11º aniversario del martirio de Hassan Tehrani Moghaddam, conocido como el "padre de los misiles iraníes", Irán anunció que había construido un misil balístico hipersónico avanzado, calificándolo de "gran salto generacional". El general de brigada Amir Ali Hajizadeh, comandante del IRGC-ASF, dijo que el misil tiene una alta velocidad y puede maniobrar por debajo y por encima de la atmósfera terrestre. Dijo que "puede violar todos los sistemas de defensa antimisiles" y añadió que cree que pasarán décadas antes de que se desarrolle un sistema capaz de interceptarlo. También dijo que puede apuntar incluso a los sistemas de defensa antimisiles más avanzados e importantes del mundo.
La ceremonia de inauguración tuvo lugar el 6 de junio de 2023.
Irán utilizó este tipo de misiles en los ataques iraníes contra Israel en octubre de 2024.

## Galería

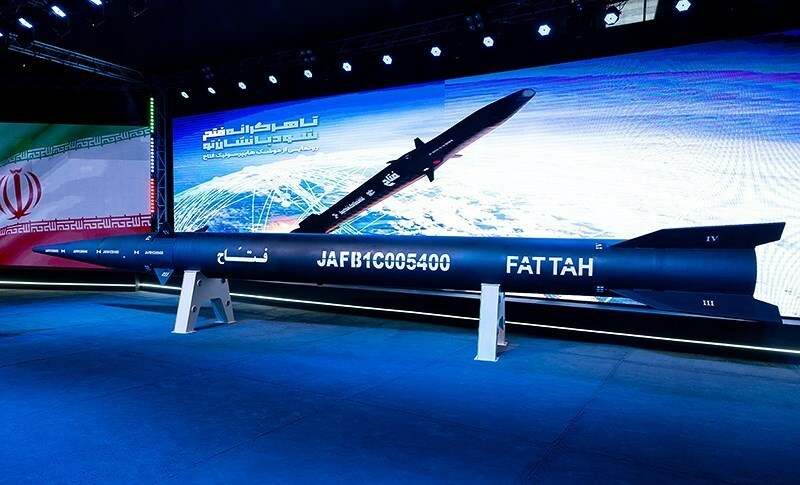
Fattah en la ceremonia de inauguración el 6 de junio de 2023.
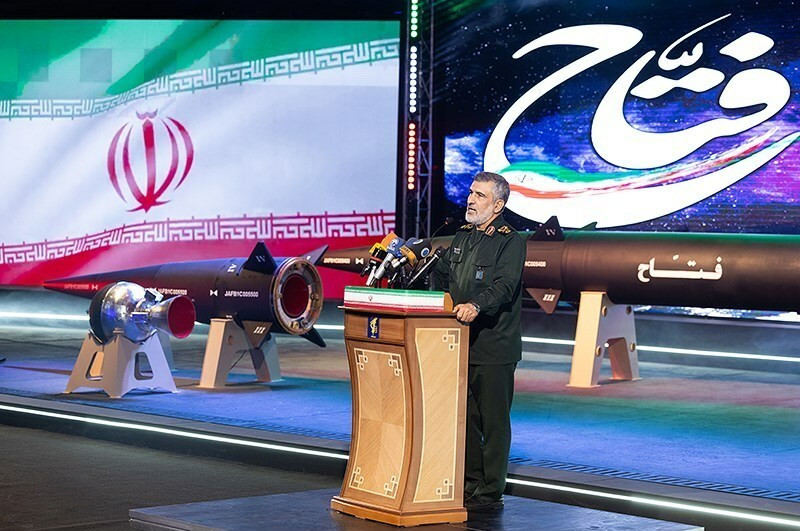
El general de brigada Amir Ali Hajizadeh en la ceremonia de inauguración.
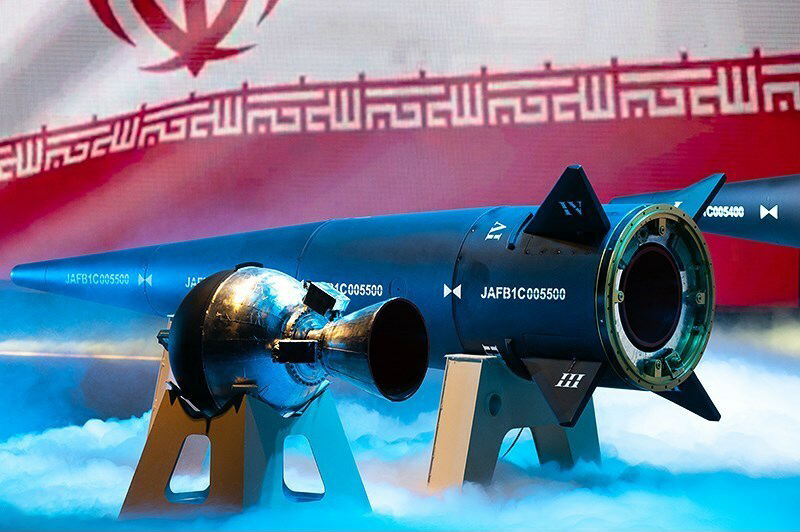
Cabeza armada.